# チチェスター・ベル
チチェスター・アレクサンダー・ベル（Chichester Alexander Bell、1848年 - 1924年）は、アメリカ合衆国の化学者である。アレクサンダー・グラハム・ベルのいとこであり、蓄音機の改良版の開発に貢献した。

## 生涯
1848年にアイルランド・ダブリンで生まれた。父はデビッド・チャールズ・ベル（1817年 - 1903年）、母はエレン・アディン・ハイランドである。デビッド・チャールズは、イギリスの演説学の権威で、アレクサンダー・グラハム・ベルの父であるアレクサンダー・メルヴィル・ベルの兄にあたる。
1869年6月30日にアイルランドのダブリン大学トリニティ・カレッジで医学と外科学の学位を取得した。その後、ユニヴァーシティ・カレッジ・ロンドンで化学の助教授を務めた
1881年、従兄弟のアレクサンダー・グラハム・ベルのボルタ研究所に加わるためにアメリカのワシントンD.C.に移り、アレクサンダーとその同僚であるチャールズ・テンターと共に、トーマス・エジソンの蓄音機の欠点を解決するための研究を始めた。
3人は、自分たちの特許を保有するためにボルタ研究所協会(Volta Laboratory Association)を設立した 。蓄音機を改良したグラフォフォンの開発に成功し、1886年2月には、チチェスターの弟で弁護士・銀行家のチャールズ・B・ベル（1858年生まれ）を加えて、バージニア州アレクサンドリアに「ボルタ・グラフォーン社」(Volta Graphophone Company)を設立した。ワシントンD.C.に住んでいたチチェスター・ベルは、アメリカ化学会ワシントン支部の創設メンバーの一人だった。
その後、ロンドンに戻ってユニヴァーシティ・カレッジ・ロンドンで科学研究を続けた。1887年、"Sympathetic Vibration of Jets（噴射の共振振動）という論文を王立協会の『フィロソフィカル・トランザクションズ』誌に発表した。また、ロンドンのエジソン・ベル社の設立にも携わった。エジソン・ベル社は、エジソン・ユナイテッド・フォノグラフ社が製造した蓄音機を販売するために、1892年11月30日に設立された。
1900年にフランクリン研究所のジョン・スコット賞を受賞した。
1889年にカナダ・ケベック州モントリオールでアントワネット・アイブス(Antoinette Ives)と結婚した。1924年3月11日にイギリス・オックスフォードシャー州オックスフォードのセント・ジャイルズにあるラドクリフ診療所で死去した。

## 特許
- アメリカ合衆国特許第 336,081号 Transmitter for Electric Telephone Lines, filed May 1884, issued February 1886
- アメリカ合衆国特許第 336,082号 Jet Microphone or Apparatus for Transmitting Sounds by Means of Jets, filed May 1884, issued February 1886
- アメリカ合衆国特許第 336,083号 Telephone Transmitter, Filed April 1885, issued February 1886
- アメリカ合衆国特許第 341,212号 Reproducing Sounds from Phonograph Records (without using a stylus or causing wear), filed November 1885, issued May 1886 (with Alexander Bell and Charles Tainter)
- アメリカ合衆国特許第 341,213号 Transmitting And Recording Sounds By Radiant Energy, filed November 1885, issued May 1886 (with Alexander Bell and Charles Tainter)
- アメリカ合衆国特許第 341,214号 Recording and Reproducing Speech and Other Sounds (improvements include compliant cutting head, wax surface, and constant linear velocity disk), filed June 1885, issued May 1886 (with Charles Tainter)